# Escafandra estratonáutica

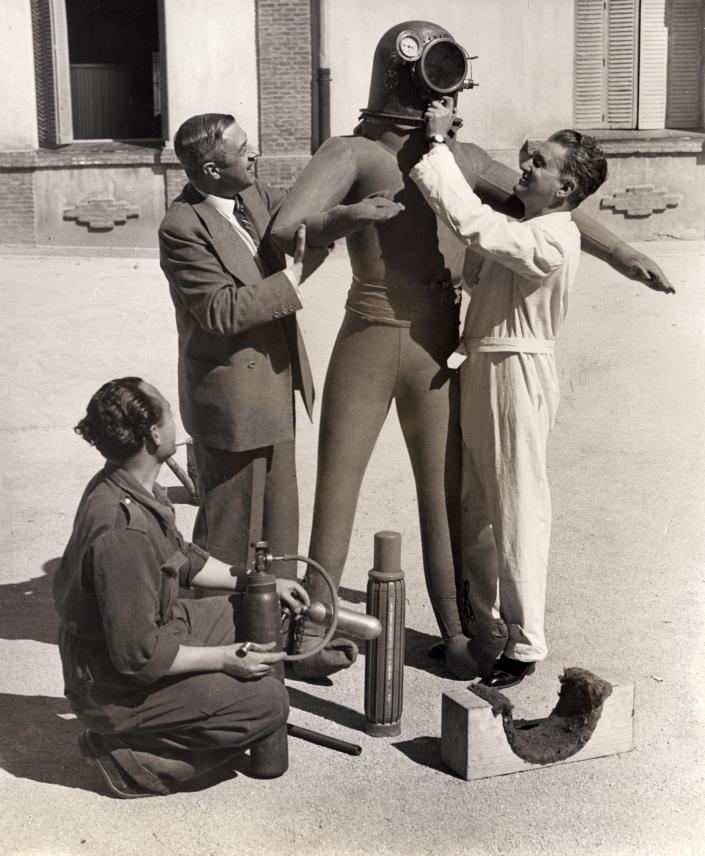
La escafandra estratonáutica, c.1935.

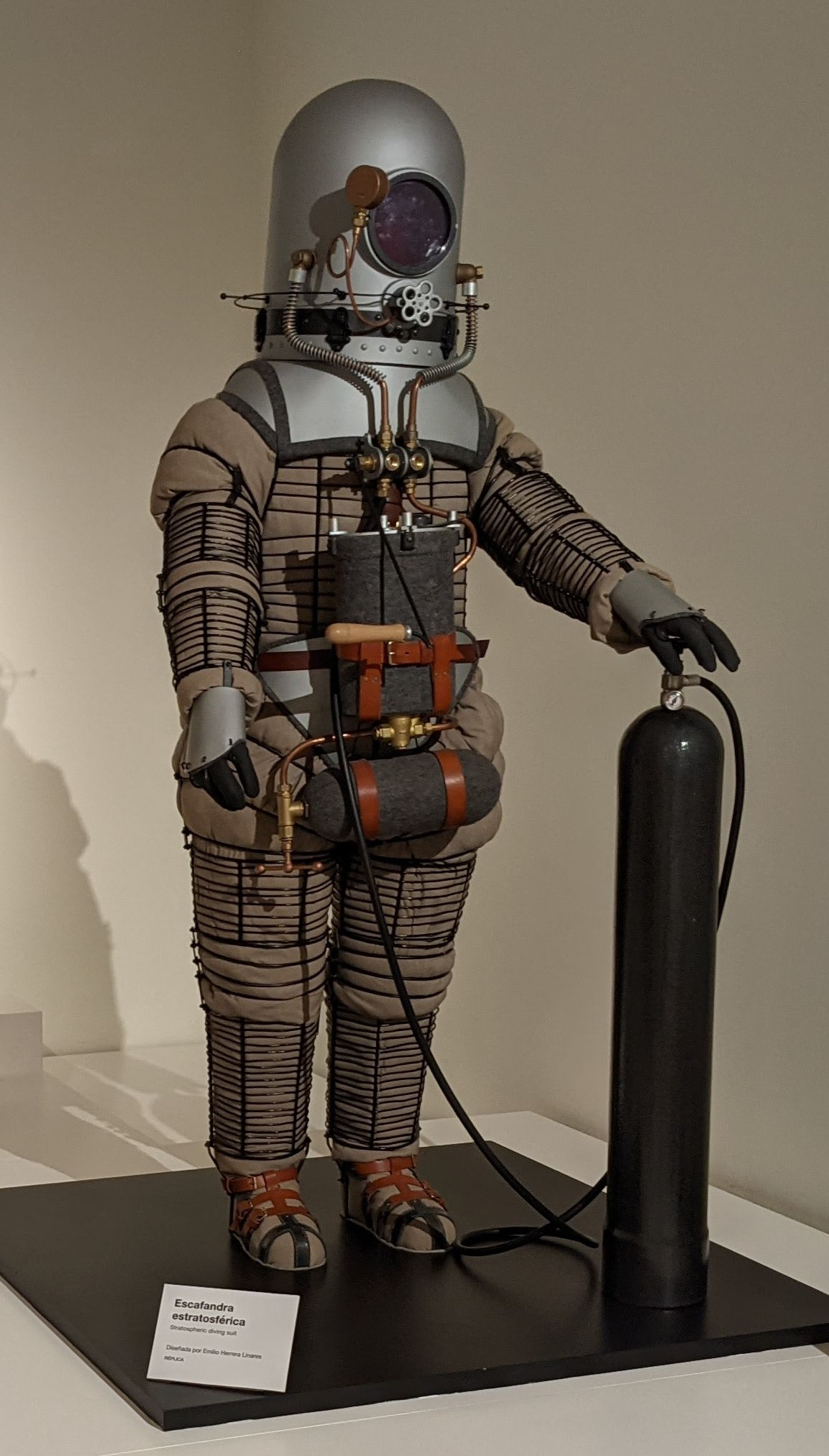
Réplica de la escafandra estratosférica de Herrera

La escafandra estratonáutica fue un traje presurizado diseñado por el coronel Emilio Herrera Linares en 1935 para ser usado durante un vuelo estratosférico mediante un globo aerostático de barquilla abierta programado para el año siguiente. Se le considera uno de los antecedentes del traje espacial.
El vuelo nunca tuvo lugar debido al comienzo de la guerra civil española. Herrera, que militó en el bando republicano, huyó a Francia en 1939, donde murió en el exilio en 1967. El traje, hecho de seda vulcanizada, fue cortado y usado para hacer chubasqueros para las tropas. Se habría tratado del primer traje totalmente presurizado funcional de la historia, aunque nunca llegó a ser usado en condiciones reales.
El traje tenía en su interior una funda hermética (probada en el baño del piso de Herrera en Sevilla), recubierta de un armazón metálico articulado con pliegues similares a los de un acordeón. Tenía partes articuladas para los hombros, la cadera, los codos, las rodillas y los dedos. La movilidad del traje fue probada en la estación experimental de Cuatro Vientos, y según Herrera era "satisfactoria". El traje era alimentado con oxígeno puro. Herrera diseñó un micrófono especial sin carbono para ser usado en el interior del traje y evitar cualquier posibilidad de ignición espontánea. El visor del casco usaba tres capas de cristal: una irrompible, otra con un filtro ultravioleta y la exterior opaca al infrarrojo. Las tres capas tenían un tratamiento antivaho.
Herrera incluyó un calentador eléctrico en el traje, pero durante las pruebas en una cámara que simulaba grandes alturas resultó que el traje se calentaba hasta los 33 °C mientras que la temperatura de la atmósfera a su alrededor descendía a -79 °C. Herrera en seguida se dio cuenta de que el problema en un traje presurizado situado en un entorno de casi vacío era en realidad eliminar el calor sobrante producido por el cuerpo humano.